# Golfy

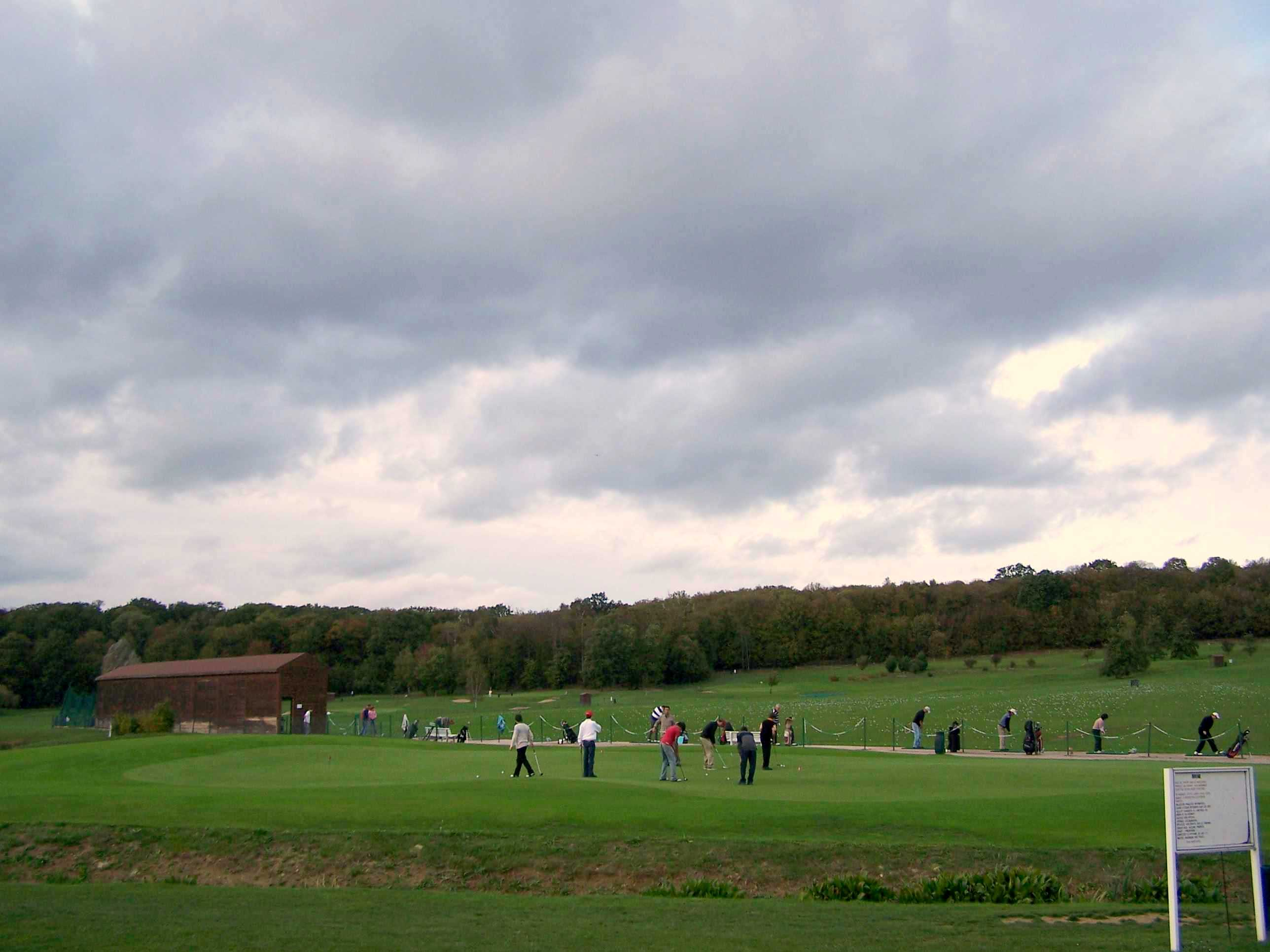
Le golf de Noisy-le-Roi.

Golfy est un réseau de parcours de golf français créé en 1990.
Un des objectifs affichés est de créer, autour de chaque golf du réseau, une communauté conviviale d'acteurs économiques indépendants, susceptibles d'échanger autour de leur profession, en marge de l'activité sportive,.
En 2021, Golfy comporte 170 parcours en Europe dont une trentaine de golfs « incontournables » essentiellement en France et en Espagne.